# Rony Morales
Rony Edgardo Morales Solís (Olanchito, 8 giugno 1978) è un ex calciatore honduregno, di ruolo difensore.

## Caratteristiche tecniche
Terzino sinistro, poteva essere schierato anche come esterno sinistro.

## Carriera

### Club
Ha cominciato a giocare nel Platense. Nel 2003 è stato acquistato dall'Olimpia. Nel 2010 è tornato al Platense, squadra con cui ha concluso la propria carriera nel 2014.

### Nazionale
Ha debuttato in Nazionale il 10 novembre 1999, nell'amichevole Guatemala-Honduras (1-1). Ha messo a segno la sua prima rete con la maglia della Nazionale il 16 giugno 2001, in Trinidad e Tobago-Honduras (2-4), siglando la rete del momentaneo 0-3 al minuto 54. Ha partecipato, con la Nazionale, alla CONCACAF Gold Cup 2003. Ha collezionato in totale, con la maglia della Nazionale, 31 presenze e una rete.

## Palmarès

### Club

#### Competizioni nazionali
- Campionato honduregno di calcio: 7

Platense: 2000-2001
Olimpia: 2003-2004, 2004-2005, 2005-2006, 2007-2008, 2008-2009, 2009-2010